# Anna Larsson (sångtextförfattare)
Anna Larsson, (född Möller) född 1887, död 1969, Hemförbundssekreterare på Frälsningsarmén i Malmö, sångförfattare.

## Sånger
- Ljus är min stig då jag vandrar med dig